# Новая поведенческая экономика
Новая поведенческая экономика (англ. Misbehaving: The Making of Behavioral Economics) —  научно-популярная книга американского экономиста Ричарда Талера, профессора Чикагской школы бизнеса, лауреата Нобелевской премии в области экономики 2017 года.

## Содержание
В книге Ричард Талер рассказывает о становлении и эволюции поведенческой экономики на фоне анализа недостатков классической экономики и теории финансов.
Автор утверждает, что центральной фигурой экономики является человек ― непредсказуемый, нерациональный и склонный к ошибкам.
Независимо от того, покупает ли человек технику, продаёт билеты, оформляет заявление на ипотеку, разрабатывает пенсионную программу ― он подвержен воздействию предубеждений и склонен принимать решения, отклоняющиеся от рационального, максимизирующего выгоду мышления, на основе которого разработаны основные экономические теории. Изучение предубеждений, реакций и ошибок людей в разных ситуациях и их влияния на рыночные отношения побуждает приложить усилия к изучению путей принятия лучших решений в реальной жизни, бизнесе и государственной службе.
Вооружившись последними исследованиями в области психологии человека и практическим пониманием стимулов рыночного поведения, Ричард Талер объясняет, как принимать разумные решения в нашем нестабильном мире. Он разъясняет, каким образом поведенческая экономика открывает новый взгляд на принятие решений в различных сферах — от туризма и финансов до телевизионных шоу и пенсионных программ. 
Урок книги вполне понятен ― люди, даже ранее принимавшие рациональные решения, могут принимать решения, далёкие от рациональности, а также допускать ошибки, основанные на эмоциях или недоразумениях.

## Издание в России
Книга была переведена на русский язык и вышла в свет в издательстве «Бомбора» в 2021 году. ISBN 978-5-04-091150-9